# Surinaamse Vereniging van Assurantiemaatschappijen
De Surinaamse Vereniging van Assurantie Maatschappijen (Survam; SURVAM) is een Surinaamse brancheorganisatie van bestuurders van verzekeringsmaatschappijen.
Begin jaren 1970 was Survam bekend als afkorting van de Surinaamse Vereniging van Assuradeuren van Motorvoertuigen, terwijl ze zich daarnaast ook presenteerde als Surinaamse Vereniging van Automobiel Assuradeuren. Alle Surinaamse verzekeringsmaatschappijen zijn lid van de Survam. Dat waren in 2020 Assuria, Self Reliance, Fatum en Parsasco.
Survam maakt onderlinge afspraken over allerlei zaken, zoals de voorziening in garantiebrieven waarmee de zorg van dienstverleners vergoed wordt zonder dat cliënten het bedrag zelf moeten voorschieten. Daarnaast maken de leden onderling tariefafspraken, waardoor de Nederlandse krant De Telegraaf de vereniging in 1994 al eens kenschetste als een verzekeringskartel. Op basis van de onderlinge afspraken gaat de Survam daarna de onderhandelingen aan met zorggroepen, de Vereniging van Medici in Suriname, enz.
Armand Achaibersing was rond 2017 voorzitter van Survam en daarna van 2020 tot 2022 minister van Financiën en Planning.